# 普萊森特維尤鎮區 (明尼蘇達州諾曼縣)
普萊森特維尤鎮區（英語：Pleasant View Township）是位於美國明尼蘇達州諾曼縣的一個行政鎮區，於1880年設立。

## 地方資料
普萊森特維尤鎮區的面積為93.82平方千米，皆為陸地。根據2020年美國人口普查的數據，當地共有人口111人，而人口密度為每平方千米1.18人。